# Manchester
Manchester – miasto (city) i dystrykt metropolitalny w północno-zachodniej Anglii, w hrabstwie metropolitalnym Wielki Manchester, położone nad rzekami Irwell i Mersey u podnóża Gór Pennińskich, połączony z Morzem Irlandzkim Kanałem Manchesterskim.
W 2017 roku Manchester liczył 545 501 mieszkańców (6. miejsce w Wielkiej Brytanii), a jego obszar metropolitalny – Wielki Manchester (Greater Manchester), obejmujący m.in. miasta: Ashton-under-Lyne, Bolton, Stockport, Oldham, Rochdale, Wigan, Salford, Bury i Sale, liczył ponad 2,7 mln mieszkańców.
Miasto jest węzłem drogowym i kolejowym, funkcjonuje tu również międzynarodowy port lotniczy Manchester. Ośrodek handlowo–bankowy, naukowy i przemysłowy w sektorze m.in. włókienniczym, maszynowym, elektrotechnicznym, chemicznym, odzieżowym i środków transportu. Ponadto ośrodek mediowy, m.in. BBC Radio Manchester.

## Historia
Manchester został założony w 1086 roku w pobliżu rzymskiego obozu warownego, funkcjonującego od I do początku V wieku, o nazwie Mamucium lub Mancunium. W Domesday Book wymieniany jako Mamecestre. Nazwa miasta zakończona na -chester pochodzi od łacińskiego słowa castra – obóz.
Manchester uzyskał prawa miejskie w 1301.
W 1653 powstała biblioteka Chetham’s Library.
Od połowy XVIII wieku jeden z ośrodków rewolucji przemysłowej, nastąpił wówczas gwałtowny rozwój miasta jako centrum innowacyjnego przemysłu.
W XIX wieku Manchester stanowił centralne miejsce brytyjskiego masowego ruchu robotniczego, tzw. czartyzmu. 16 sierpnia 1819 w mieście miała miejsce masakra Peterloo. W mieście koncertował na krótko przed swoją śmiercią Fryderyk Chopin. Od 1857 roku siedziba najstarszej w Wielkiej Brytanii orkiestry symfonicznej The Hallé.
W 1948 na Uniwersytecie Wiktorii w Manchesterze opracowano pierwszy naukowy komputer – Small-Scale Experimental Machine.
22 maja 2017, po koncercie Ariany Grande na terenie Manchester Arena, miał miejsce zamach terrorystyczny, w którym zginęły 23 osoby.

## Demografia

### Etniczność
Pod względem etnicznym w 2009 roku w Manchesterze dominowała ludność rasy białej (77,3%), następnie Azjaci (11,2%), rasa czarna (4,8%) i pozostałe (6,7%).

### Religia
Według danych z lat 2009–2010 dominującą religią w Manchesterze było chrześcijaństwo (70,2%), drugą grupę stanowili ateiści (21,4%), następnie wyznawcy islamu (3,5%), hinduizmu (1,6%), sikhizmu (0,8%) oraz pozostałe religie (2,5%).

## Podział administracyjny

### Dzielnice oraz części miasta
- Ancoats and Clayton, Ardwick, Baguley, Blackley, Bradford, Brooklands, Burnage, Charlestown, Cheetham Hill, Chorlton, Chorlton Park, Crumpsall, City Centre, Didsbury East, Didsbury West, Fallowfield, Gorton North, Gorton South, Higher Blackley, Hulme, Harpurhey, Levenshulme, Longsight, Miles Platting and Newton Heath, Moss Side, Moston, New Moston, Northenden, Old Moat, Rusholme, Sharston, Whalley Range, Withington, Woodhouse Park[11].

### Civil parishes
- Ringway[11].

## Zanieczyszczenie powietrza
W 2018 roku Światowa Organizacja Zdrowia sklasyfikowała Manchester na piątej pozycji miast Wielkiej Brytanii najbardziej zanieczyszczonych pyłem PM2,5.

## Uczelnie

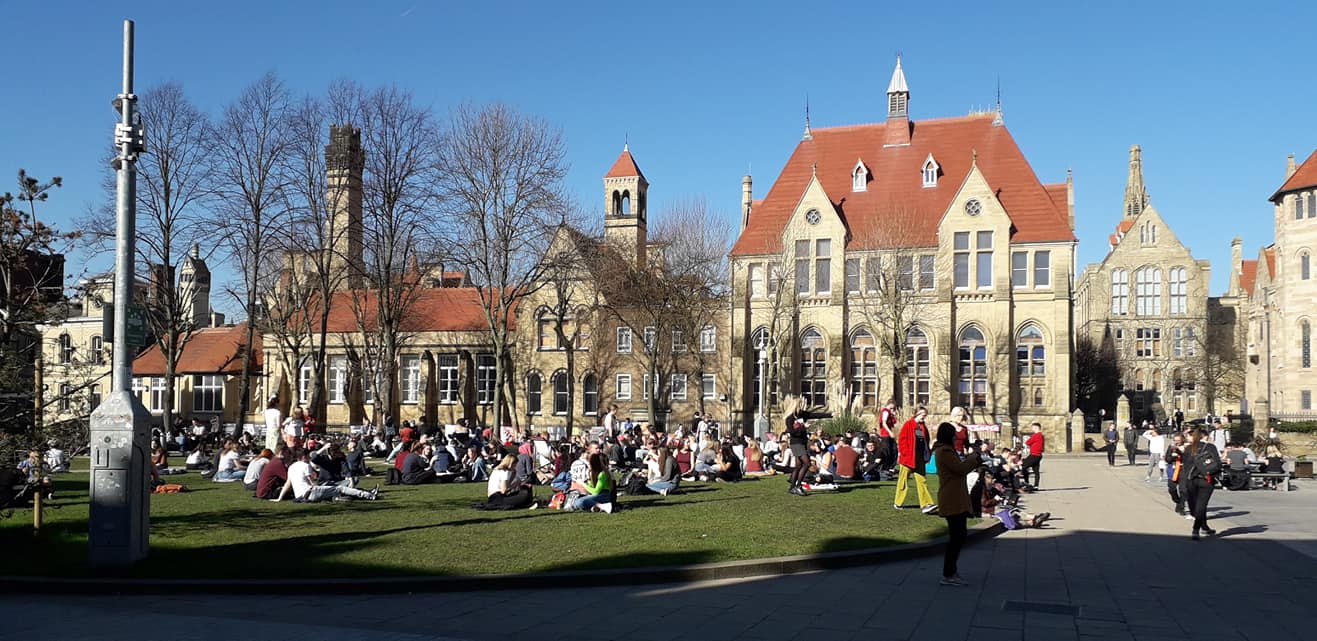
Kampus Uniwersytetu Manchesterskiego

- Uniwersytet Manchesterski (zał. 2004)[6]
  - Manchester Business School
- The University of Law (zał. 1962)[6]
- Manchester Metropolitan University (zał. 1970)[6]
- Royal Northern College of Music (Królewskie Północne Kolegium Muzyczne)

## Zabytki i atrakcje turystyczne
- neogotycki ratusz

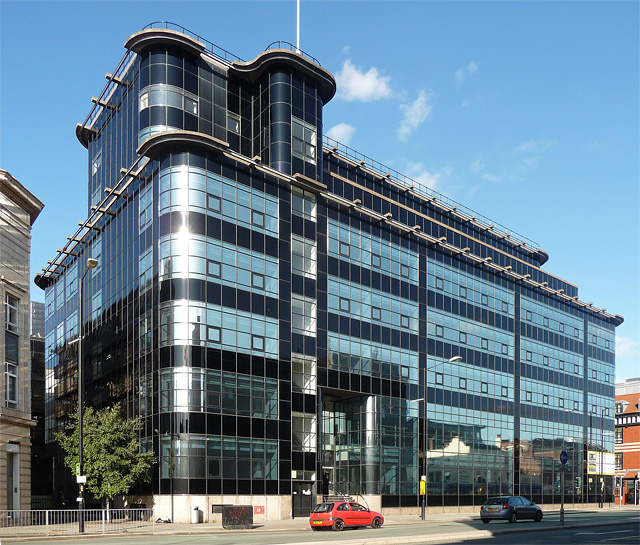
Daily Express Building w Manchesterze (1939). Arcydzieło modernizmu i art déco XX wieku architekta Owen Williams zostało wpisane do rejestru zabytków w 1974

- modernistyczny budynek w stylu art déco Daily Express Building z 1939
- gotycka katedra z kolegiatą pw. Najświętszej Marii Panny, św. Denisa i św. Jerzego z XV–XVI wieku[2][3]
- zabytkowy szpital z XV–XVII wieku[3]
- John Rylands University Library
- stadion klubu piłkarskiego Manchester United – Old Trafford
- pomnik Alana Turinga
- budynki w stylu georgiańskim z XVIII wieku (St John Street)[potrzebny przypis]
- budynki w stylu wiktoriańskim (Barton Square)[potrzebny przypis]
- Athenaeum, Royal Theatre i Free Trade Hall z XIX wieku (Peter Street)[potrzebny przypis]

## Muzea i galerie
Najbardziej znane placówki w Manchesterze:
- Manchester Museum
- Manchester Art Gallery
- Greater Manchester Police Museum
- Museum of Transport – muzeum prezentuje m.in. omnibus konny (1890), tramwaj (1906) oraz liczną kolekcję autobusów[16]
- Museum of Science and Industry (pol. Muzeum Nauki i Przemysłu)
- People’s History Museum
- Home Manchester (teatr, kino, galeria sztuki)[17]
- National Football Museum (pol. Narodowe Muzeum Piłki Nożnej)
- Imperial War Museum North (budynek zaprojektowany przez Daniela Libeskinda)
- Clayton Hall Museum
- Manchester Jewish Museum
- Whitworth Art Gallery
- Gallery of Costume
- Portico Library

## Transport

### Transport kolejowy
| Nazwa stacji kolejowej    | Zdjęcie | Data budowy | Opis, uwagi                                                                                |
| ------------------------- | ------- | ----------- | ------------------------------------------------------------------------------------------ |
| Manchester Liverpool Road |         | 1830        | Budynek pierwszej stacji kolejowej, działającej w latach 1830–1844.                        |
| Manchester Piccadilly     |         | 1842        | Największa stacja kolejowa w Manchesterze. W 2002 roku zakończono proces jej modernizacji. |
| Manchester Victoria       |         | 1844        | Jedna z głównych stacji kolejowych w Manchesterze.                                         |
| Manchester Oxford Road    |         | 1849        | Ze stacji obsługiwane są połączenia m.in. do Liverpoolu i Chester.                         |
| Manchester Airport        |         | 1993        | Połączenie z międzynarodowym portem lotniczym Manchester.                                  |

### Transport tramwajowy
| Nazwa                | Zdjęcie | Data powstania | Opis, uwagi                                                         |
| -------------------- | ------- | -------------- | ------------------------------------------------------------------- |
| Manchester Metrolink |         | 1992           | Tramwaje w Manchesterze funkcjonowały wcześniej w latach 1877–1949. |

### Transport lotniczy
| Zdjęcie | Nazwa                                   |
| ------- | --------------------------------------- |
|         | Międzynarodowy port lotniczy Manchester |

## Sport
- Manchester City F.C.
- Manchester United F.C. (od 1910 roku siedziba klubu mieści się w Stretford w hrabstwie Wielki Manchester)[20]
- F.C. United of Manchester

## Miasta partnerskie
Lista miast partnerskich Manchesteru:

- Bilwi
- Chemnitz (1983)
- Faisalabad
- Kordoba
- Los Angeles
- Petersburg (1962)
- Rechowot
- Wuhan (1986)

## Galeria

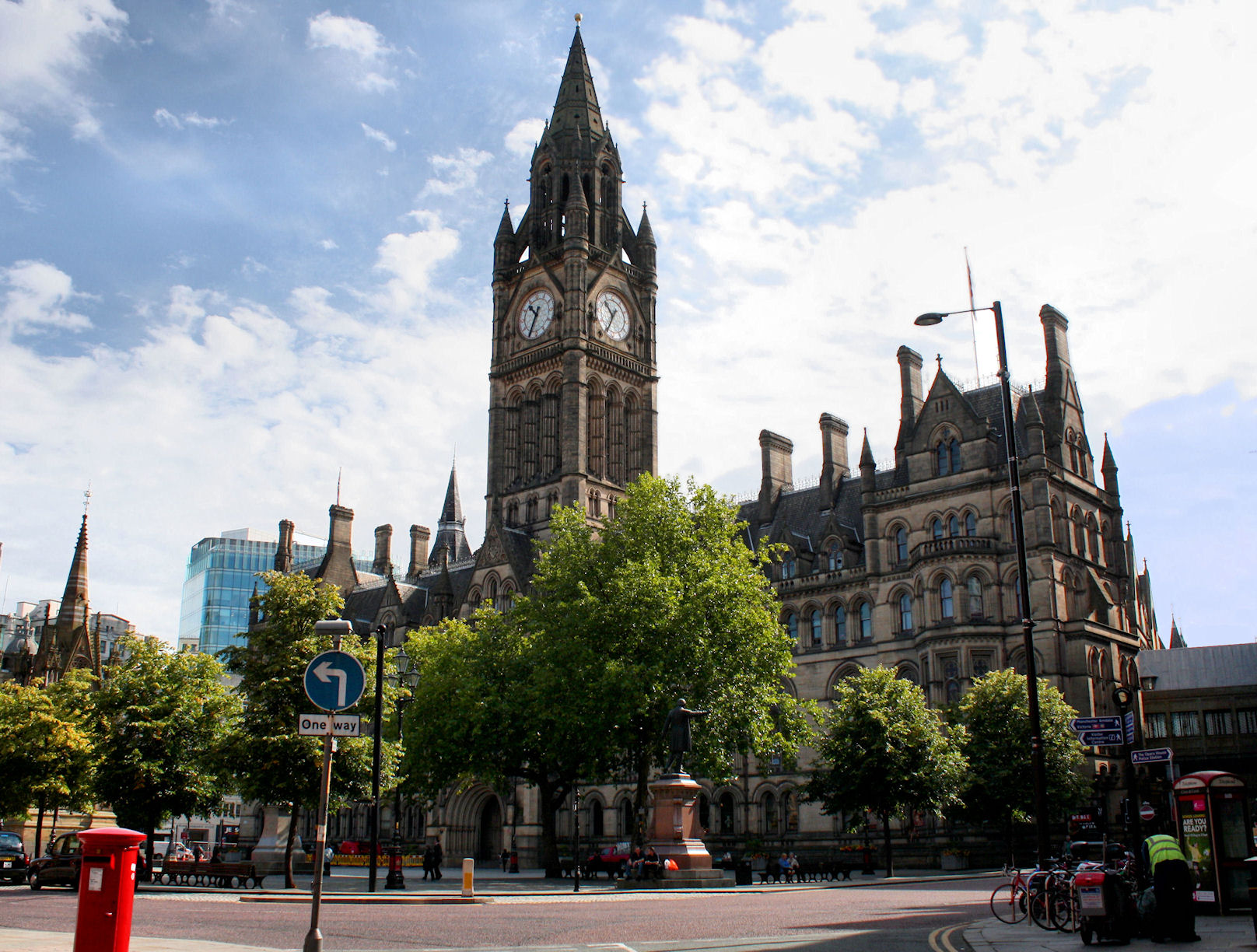
Ratusz
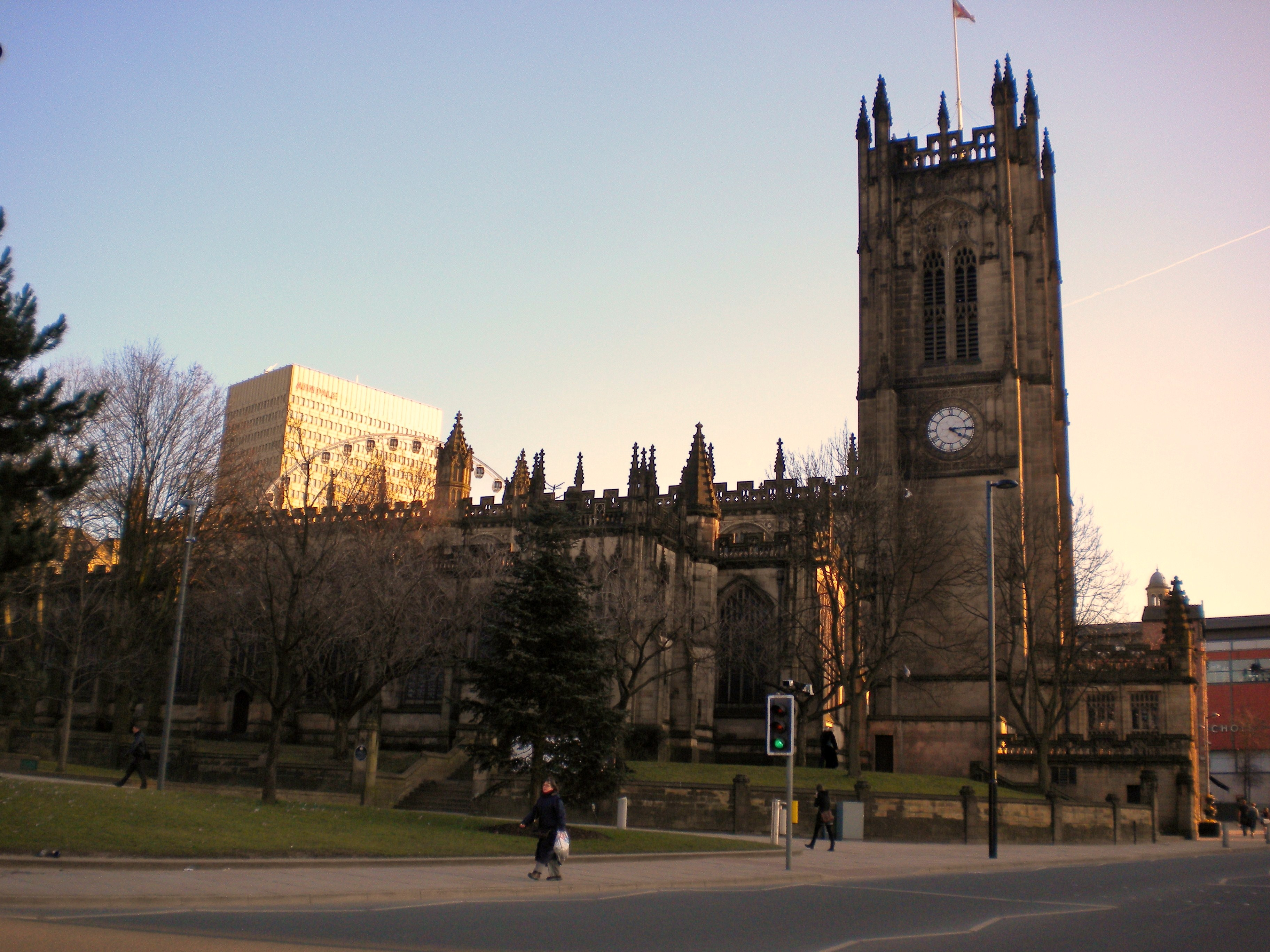
Katedra w Manchesterze (XV–XVI w.)
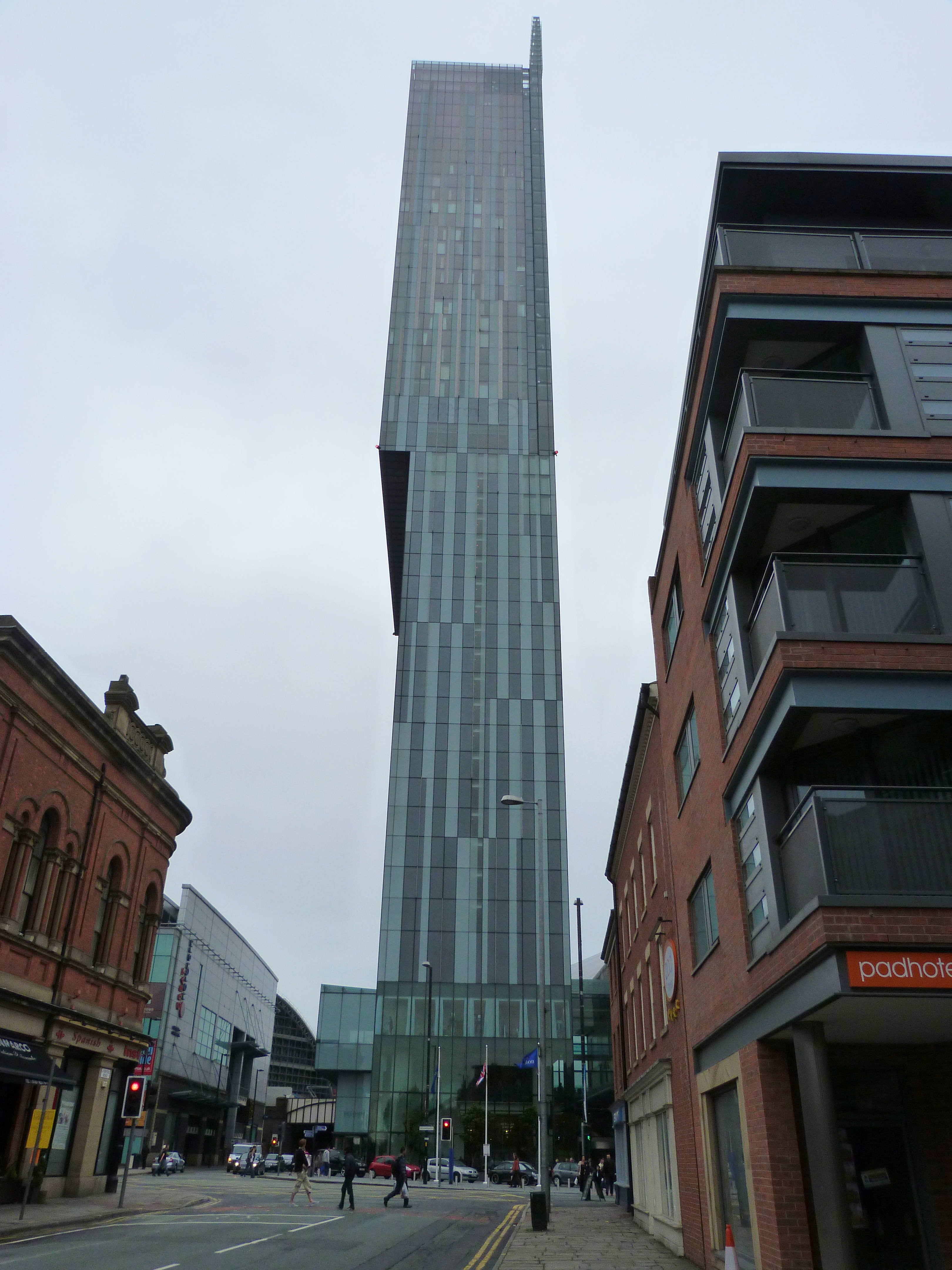
Beetham Tower – najwyższy budynek w mieście
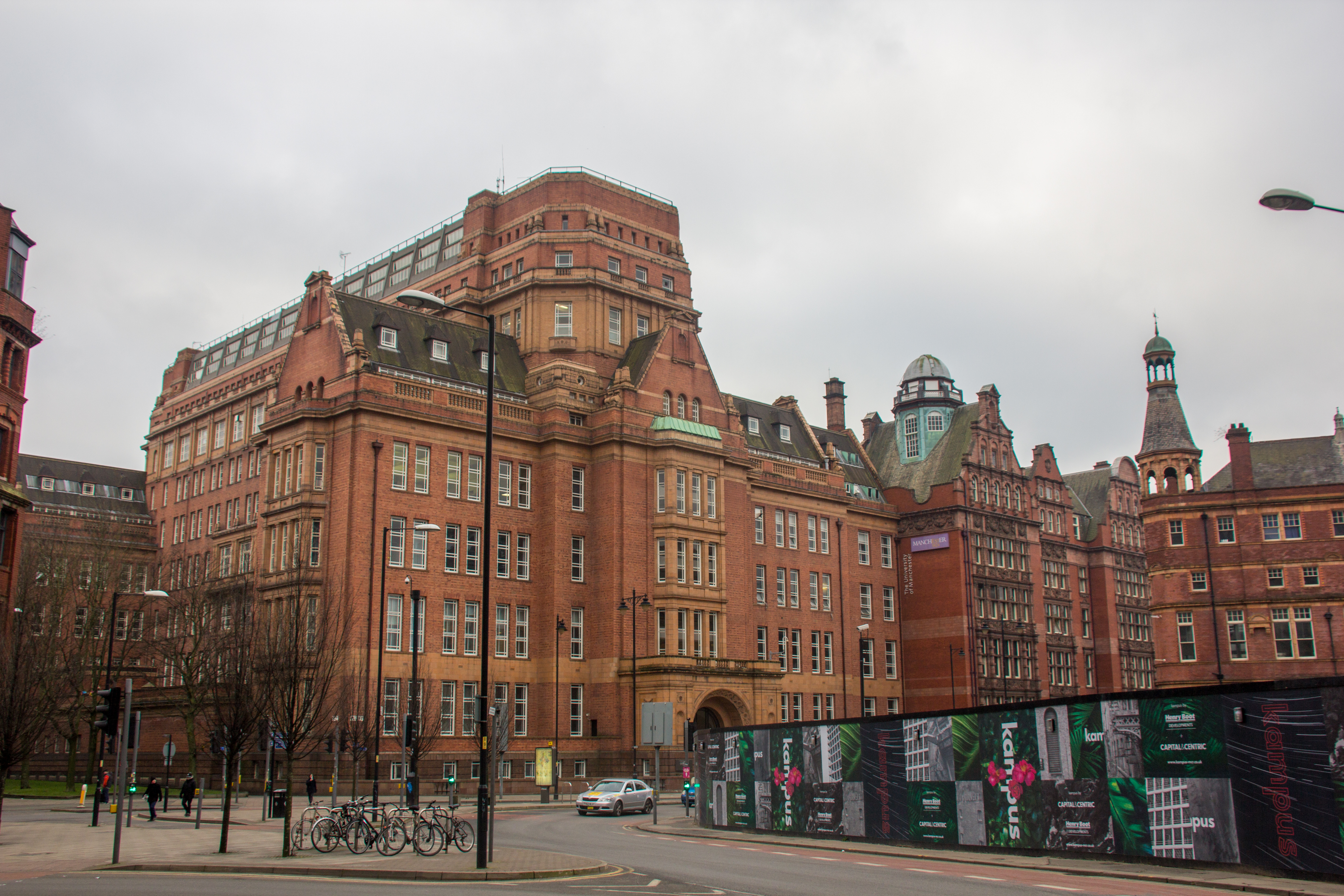
Sackville Building
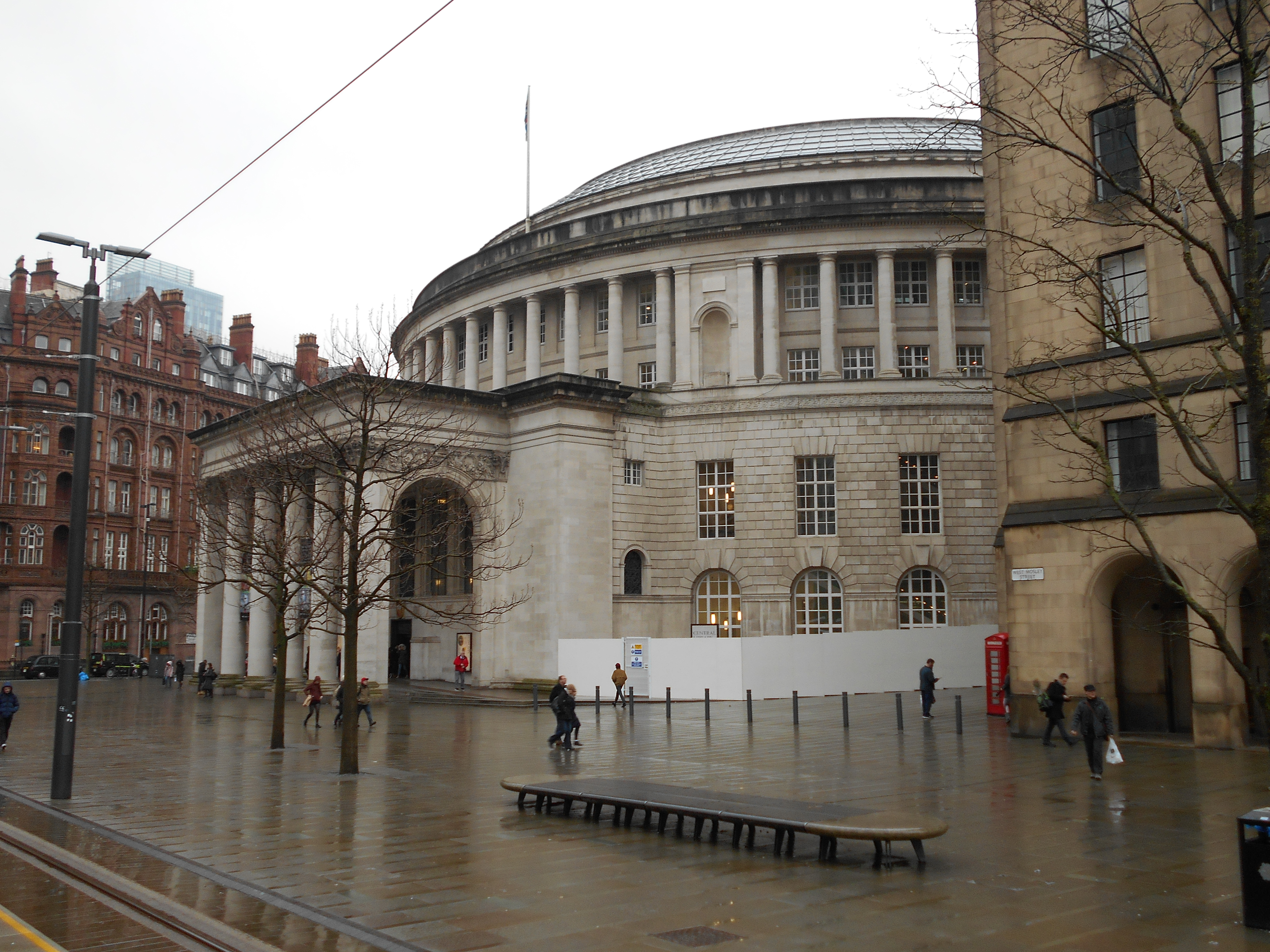
Biblioteka Główna w Manchesterze
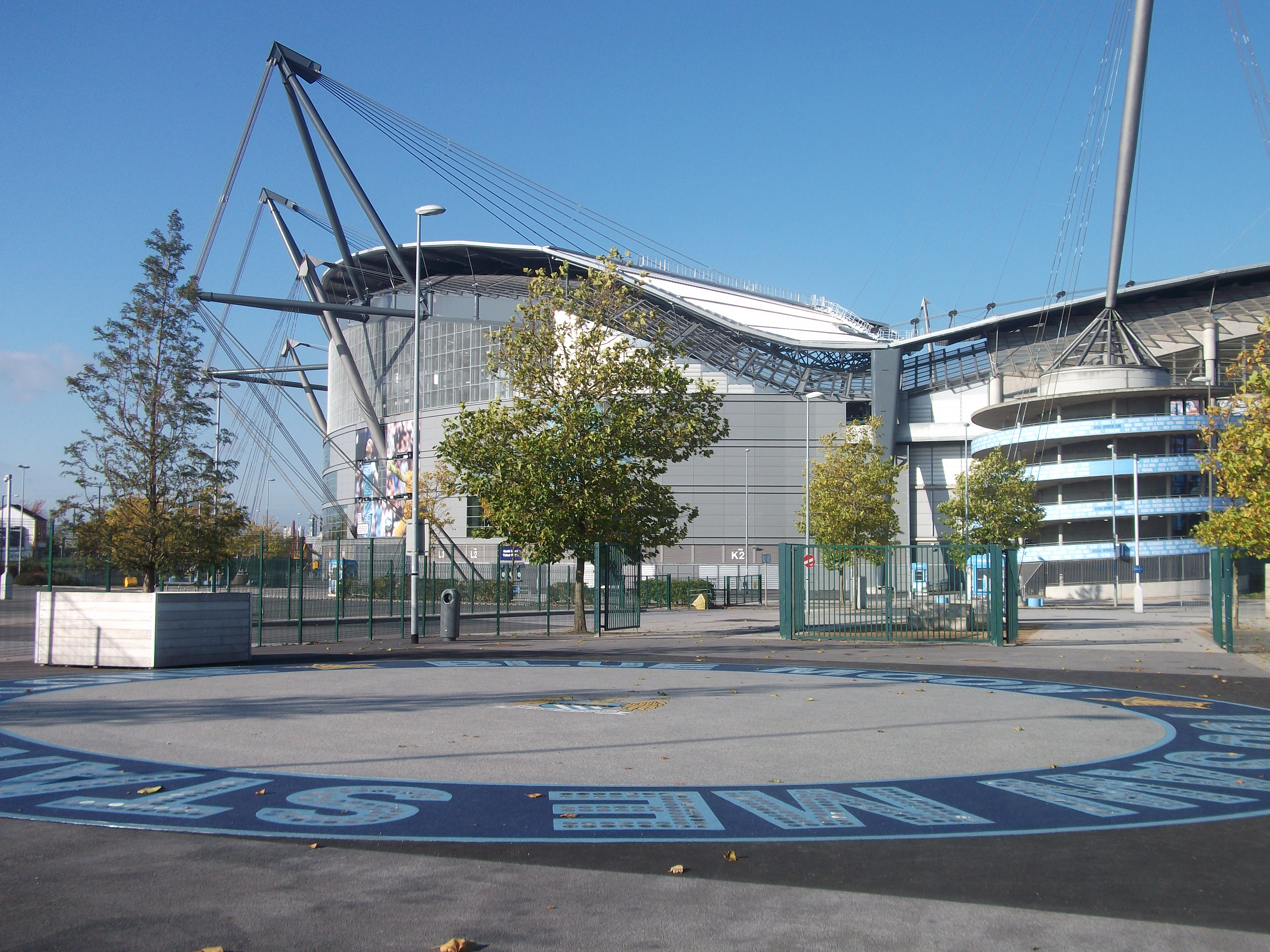
City of Manchester Stadium
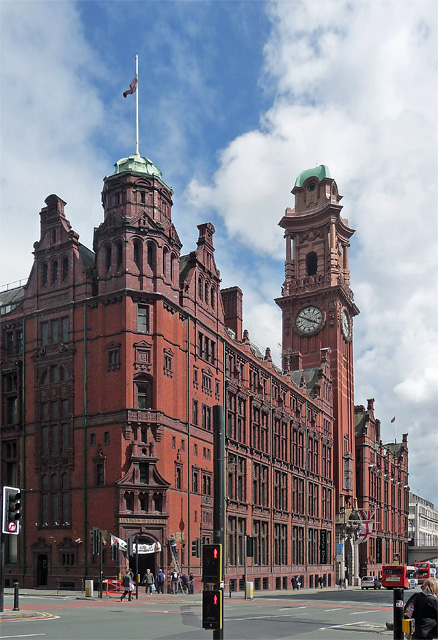
The Principal Manchester
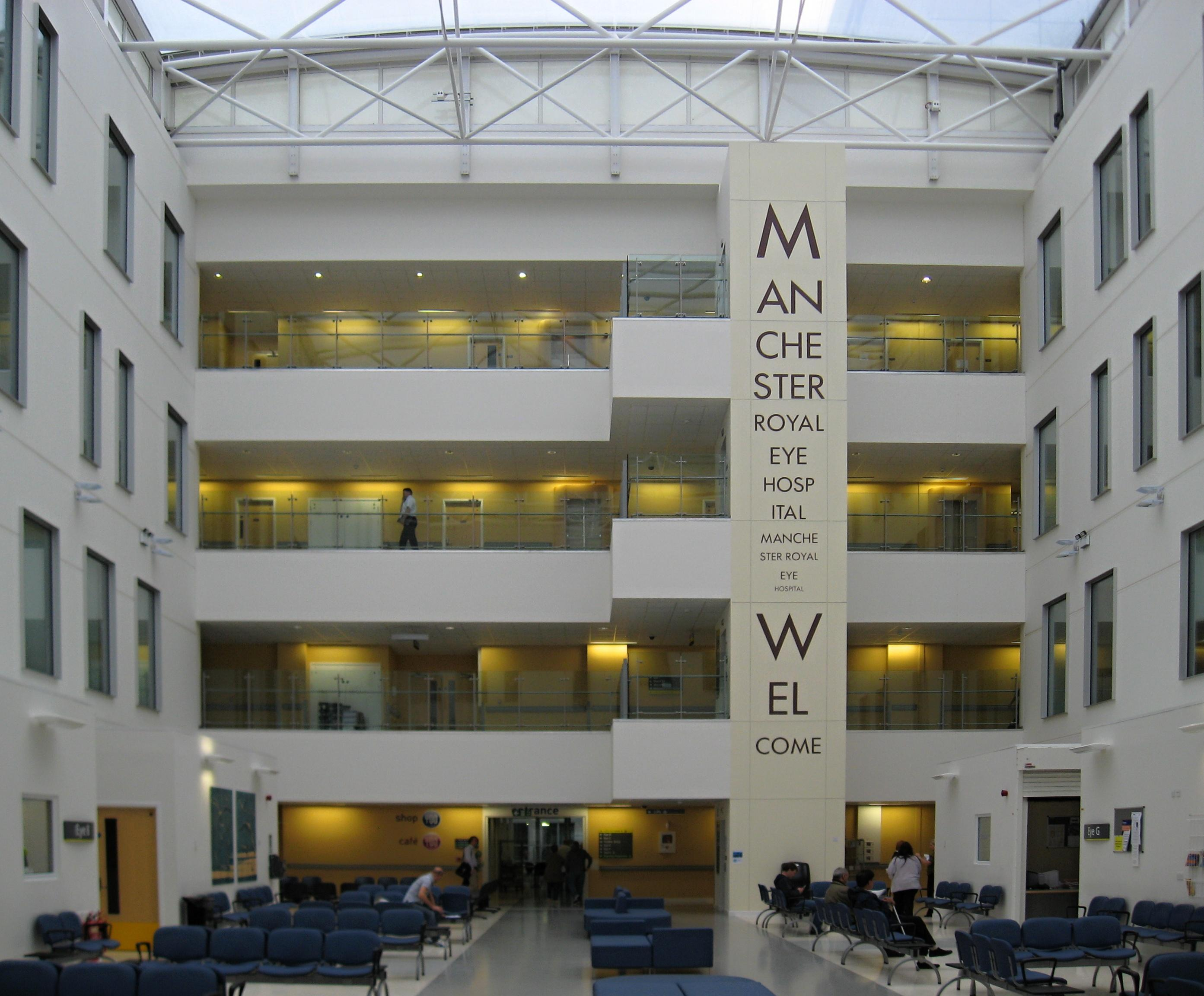
Szpital Okulistyczny w kompleksie szpitalnym